# Asparagus multituberosus
Asparagus multituberosus là một loài thực vật có hoa trong họ Măng tây. Loài này được R.A.Dyer mô tả khoa học đầu tiên năm 1954.